# Ottavio Strada

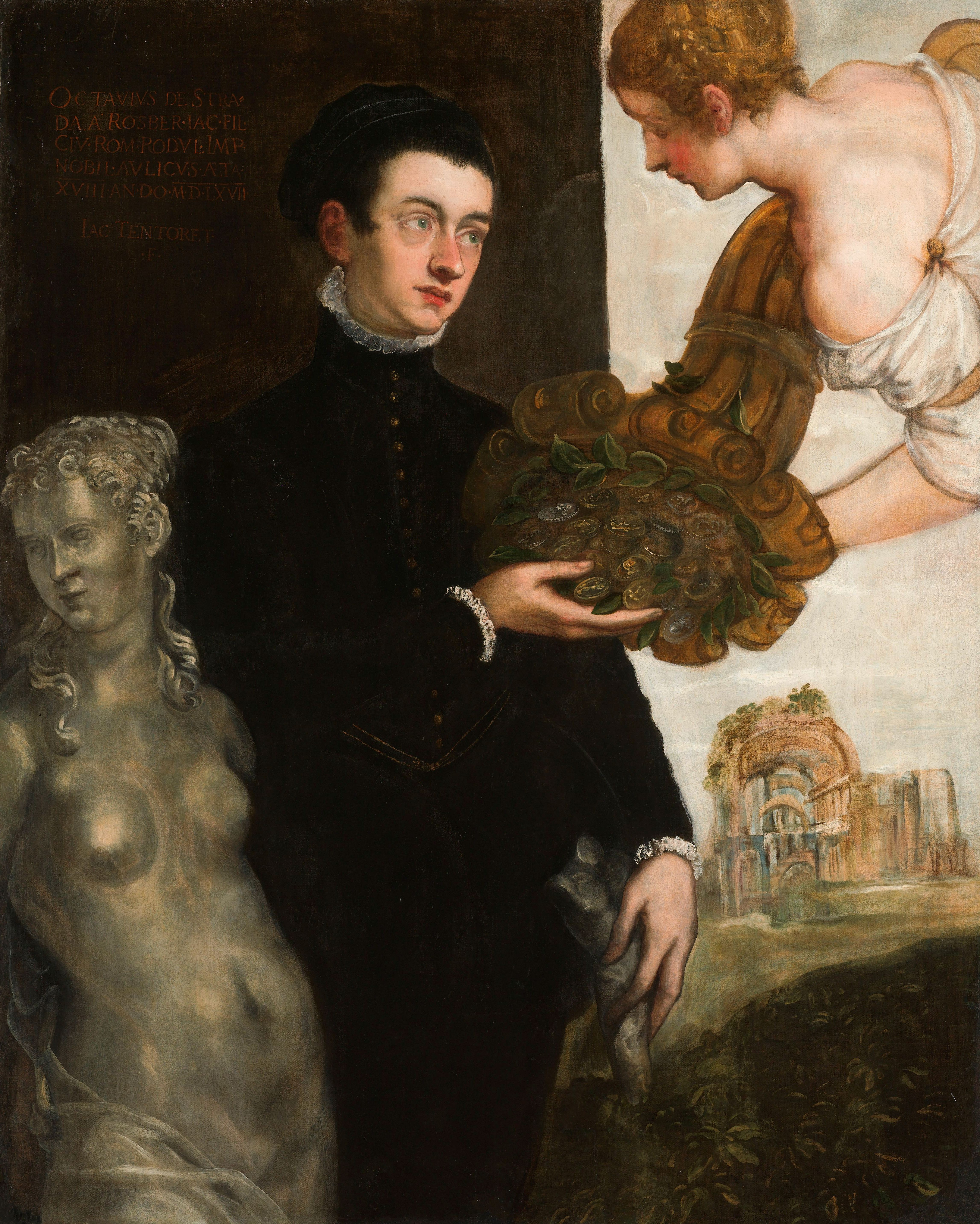
Ritratto di Ottavio Strada con il corno della abbondanza (c. 1567), opera di Tintoretto.

Ottavio Strada (Norimberga, 1550 circa – Praga, 1606) è stato un antiquario italiano, figlio di Jacopo Strada.

## Biografia
Successe al padre Jacopo Strada nell'ufficio di antiquario imperiale al servizio della casa de Asburgo, e si applicò agli stessi studi. Fu come suo padre un eclettico, lavorò come antiquario, tipografo, orefice, pittore, e designatore.
Verso il 1567, l’artista Jacopo Comin, detto Tintoretto, fece un ritratto di Ottavio Strada con il corno della abbondanza. 
Ebbe due figli, Ottavio Strada il Giovane e Katerina Stradova.

## Opere
- Symbola divina et humana pontificum, imper. e regolare ; Praga, 1601, foglio. ;
- Vitæ imper., cæsarumque, romanorum, usque ad Ferdinandum II imp. ; Francoforte, 1615, in- fol., fig.; trans. in tedesco, ibid., 1628-19, folio. ;
- Genealogia Austriae ducum, regum e imper. a Rodolfo I ad Ferdinandum II ; ibid., 1629, infol. : questa collezione è in gran parte opera di suo padre ;
- Historia romanorum pontificum usque ad Gregorium XIII, in ms. a Gotha.